# Jean-Joseph Foucou
Jean Joseph Foucou (Riez, 7 juin 1739 - Paris, 16 février 1821) est un sculpteur français.

## Biographie
Après avoir été élève de l'École de peinture et de sculpture de Marseille, Foucou entre à Paris dans l'atelier du sculpteur Caffieri. En 1769, il remporte un premier prix de sculpture et entre la même année à l’École royale des élèves protégés. Après sa formation, il part à Rome où il s'établit de 1771 à 1775. Agréé par l'Académie en 1777, après son retour à Paris, il devient académicien en 1785 avec une statuette en marbre de Fleuve.
Collaborant avec Julien pour l'exécution des marbres de la laiterie de la reine à Rambouillet, il travaille également pour nombre de grands chantiers parisiens comme le  Panthéon ou la colonne de la Grande Armée (colonne Vendôme). Il travaille avec les sculpteurs Joseph Espercieux, Pierre Petitot ou Pierre Cartellier[réf. nécessaire].

## Œuvres
Les œuvres importantes de Jean Joseph Foucou sont visibles à Paris et dans ses environs. On peut ainsi retenir les œuvres suivantes :
- Palais Bourbon, façade côté quai d'Orsay : statue monumentale d'Henri François d'Aguesseau (troisième statue). Elle fait partie d'un groupe de quatre statues de grands personnages de l'histoire de France. En 1989, lors d'une restauration, elles sont remplacées par des moulages.
- Musée du Louvre : statuette en marbre Un fleuve[1], et dans la salle de Diane, un relief montrant la danse des Amazones à la fondation du temple d'Artémis à Éphèse.
- Place Vendôme : cinq sur les 266 fragments de bas-reliefs formant les 76 parties ou scènes qui ornent le fût de la colonne Vendôme[2] (colonne de la Grande Armée).
- Arc de triomphe du Carrousel : Chasseur à cheval, statue en pied.
- Château de Versailles : statue de Bertrand Du Guesclin.

Parmi les œuvres visibles dans les villes de province on peut signaler :
- Musée Gassendi à Digne : Buste marbre de Jean Goujon[3].
- Musée Bonnat-Helleu de Bayonne : statuette représentant l'Amour et Psyché[4].
- Musée des beaux-arts de Troyes : Buste en plâtre d'Auguste Marie Henri Picot, marquis de Dampierre[5].
- Ville de Marseille : Buste en marbre de Pierre Puget placé au sommet d'une colonne de la colline Puget qui se trouve à l'extrémité du cours Pierre Puget.
- La chapelle du château Borély à Marseille où se trouve le Musée des Arts décoratifs, de la Faïence et de la Mode est décorée de quatre bas-reliefs sculptés par Foucou représentant certains épisodes de la vie de Saint-Louis : Saint-Louis se rendant à Saint-Denis, Les croisades de Saint-Louis, Saint-Louis allant recevoir la couronne d'épines et les derniers moments de Saint-Louis.

On trouve également des œuvres de Jean-Joseph Foucou au musée des beaux-arts de Marseille, et dans différentes collections privées, en France et aux États-Unis.

Bas-reliefs de la chapelle du château Borély
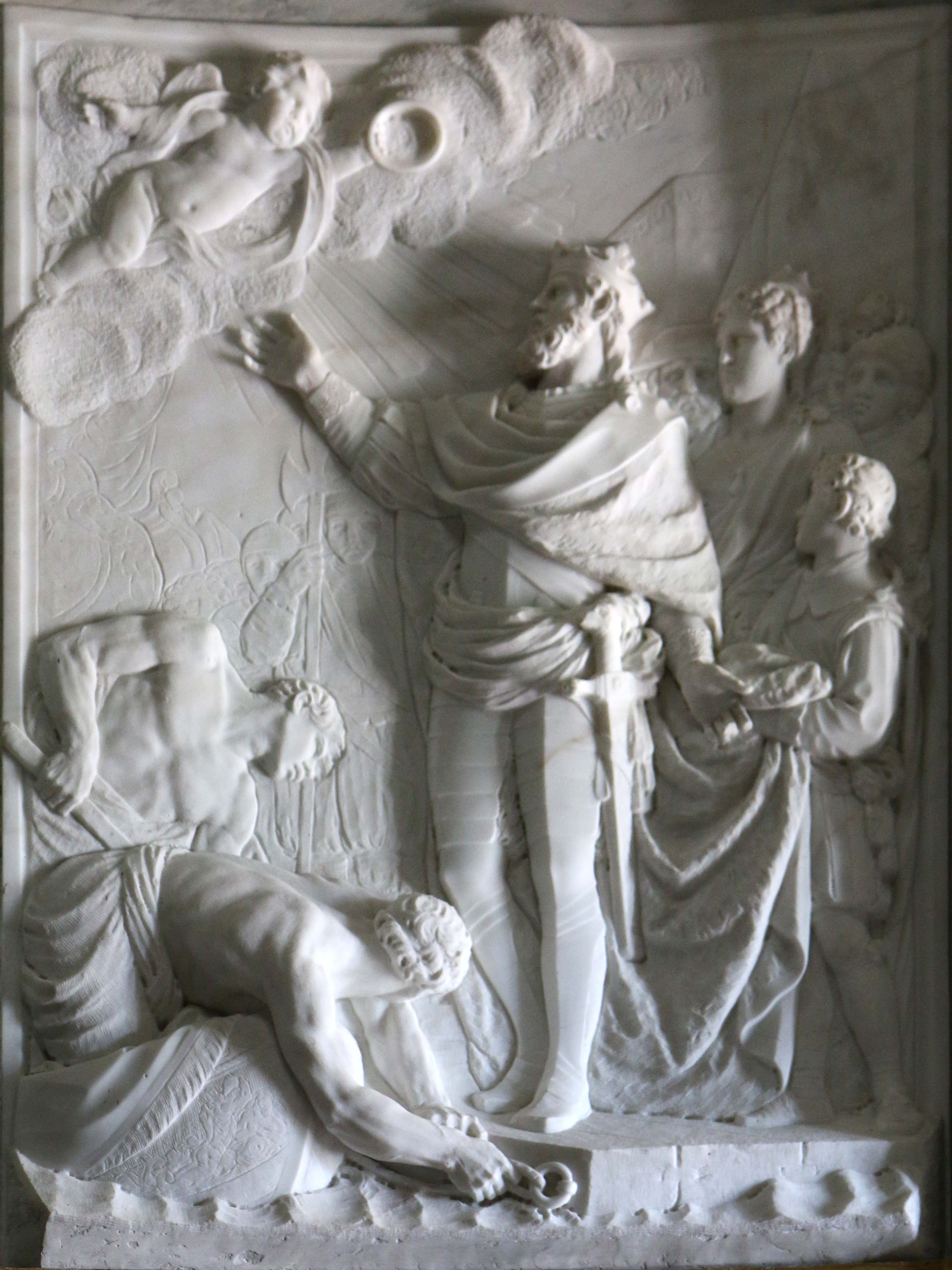
Les croisades de Saint Louis.
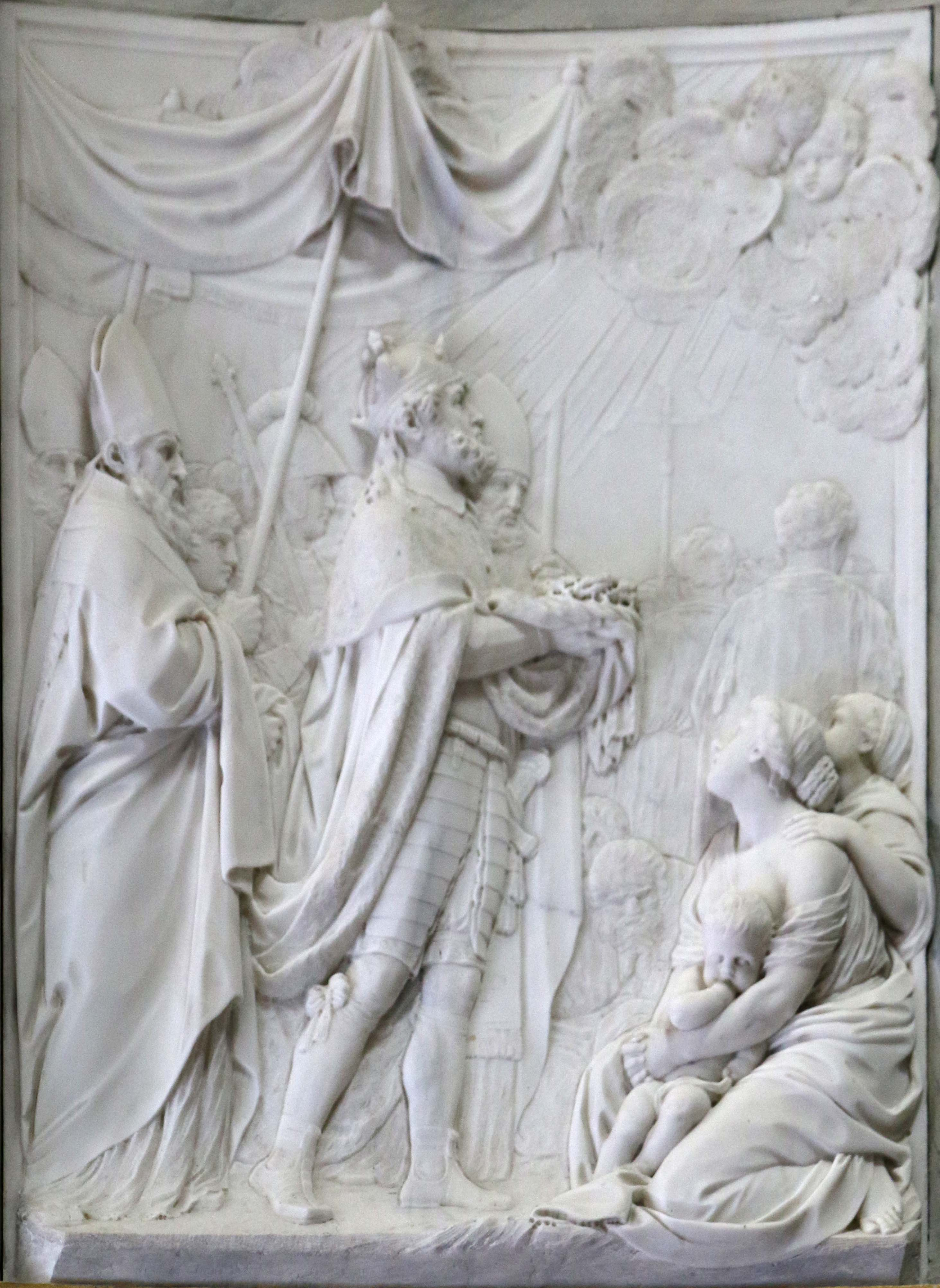
Saint Louis recevant la couronne d'épinnes.
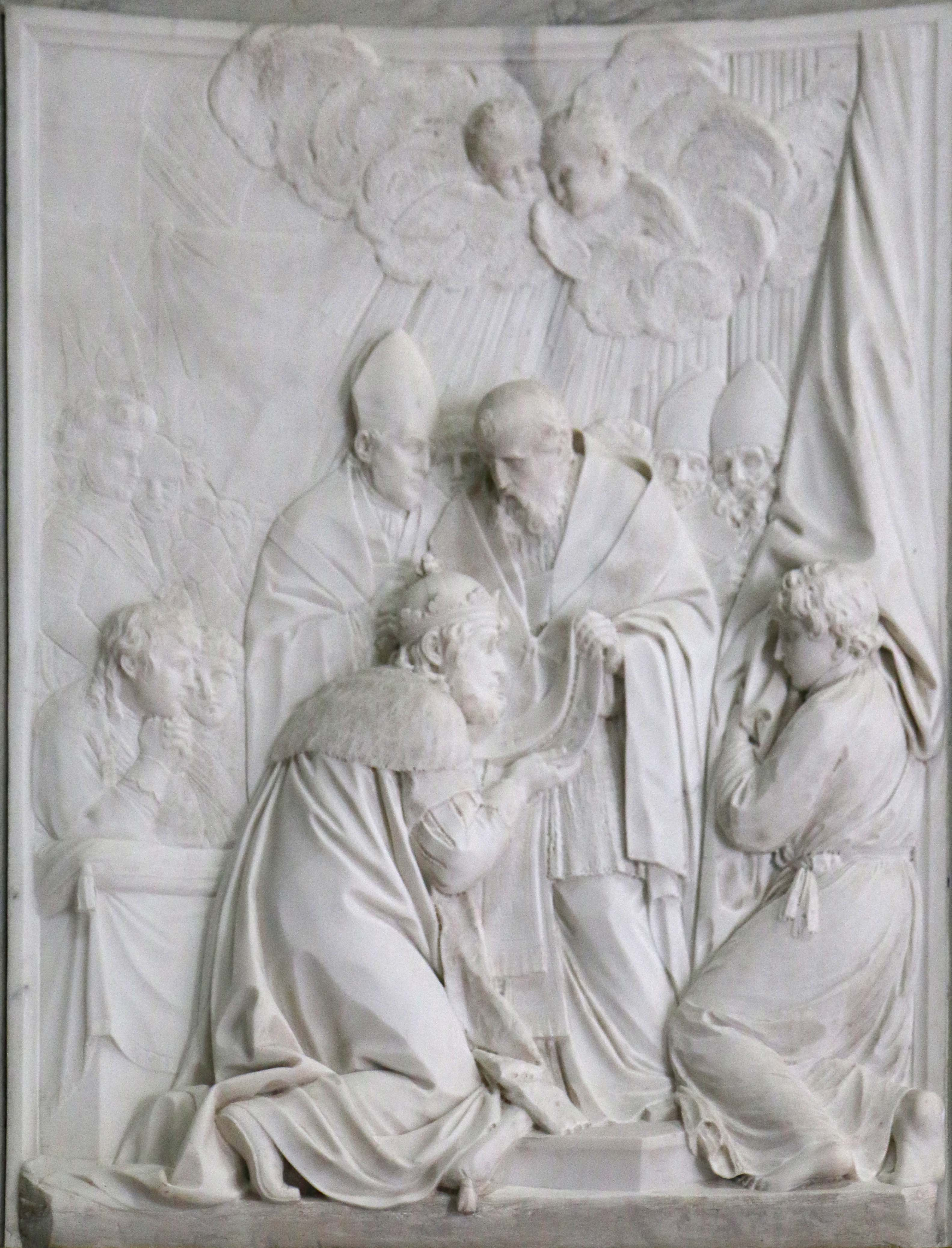
Saint Louis se rendant à Saint Denis.
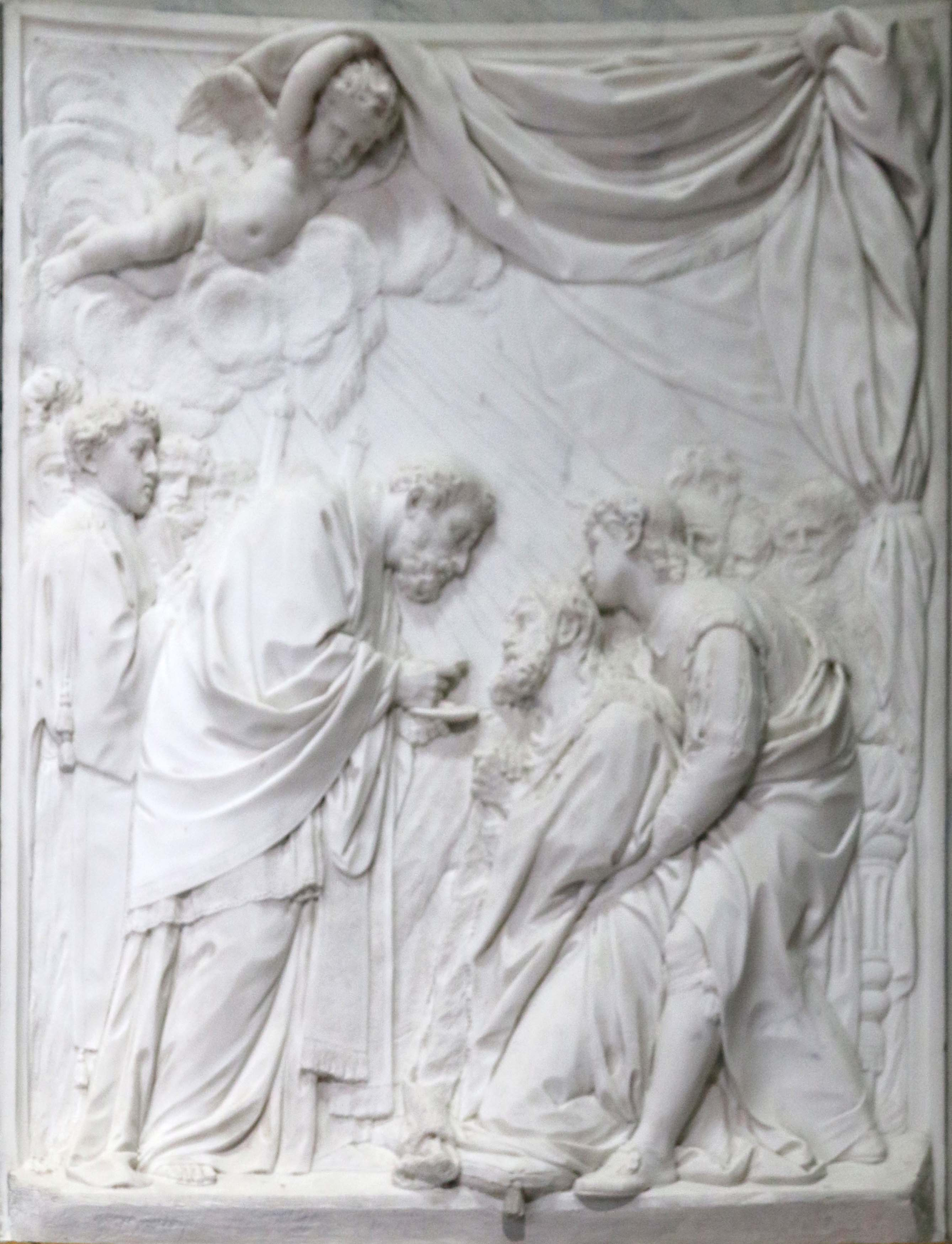
Les derniers moments de Saint Louis.